# Amphistomus fasciculatus
Amphistomus fasciculatus är en skalbaggsart som beskrevs av Gillet 1927. Amphistomus fasciculatus ingår i släktet Amphistomus och familjen bladhorningar. Inga underarter finns listade i Catalogue of Life.